# Euonyma curtissima
Euonyma curtissima је пуж из реда Stylommatophora и фамилије Subulinidae.

## Угроженост
Ова врста се сматра угроженом.

## Распрострањење
Ареал врсте је ограничен на једну државу. 
Кенија је једино познато природно станиште врсте.